# Casa de Misericordia de Pamplona
La Casa de Misericordia de Pamplona, conocida popularmente como la Meca —por la abreviatura Mca, de Misericordia, empleada ya desde 1716— es una residencia para ancianos de Pamplona y alrededores, creada en 1706, y una de las más importantes de España, y la más importante de toda Navarra. En 2006, se festejaron los 300 años de vida de la Casa de Misericordia. 

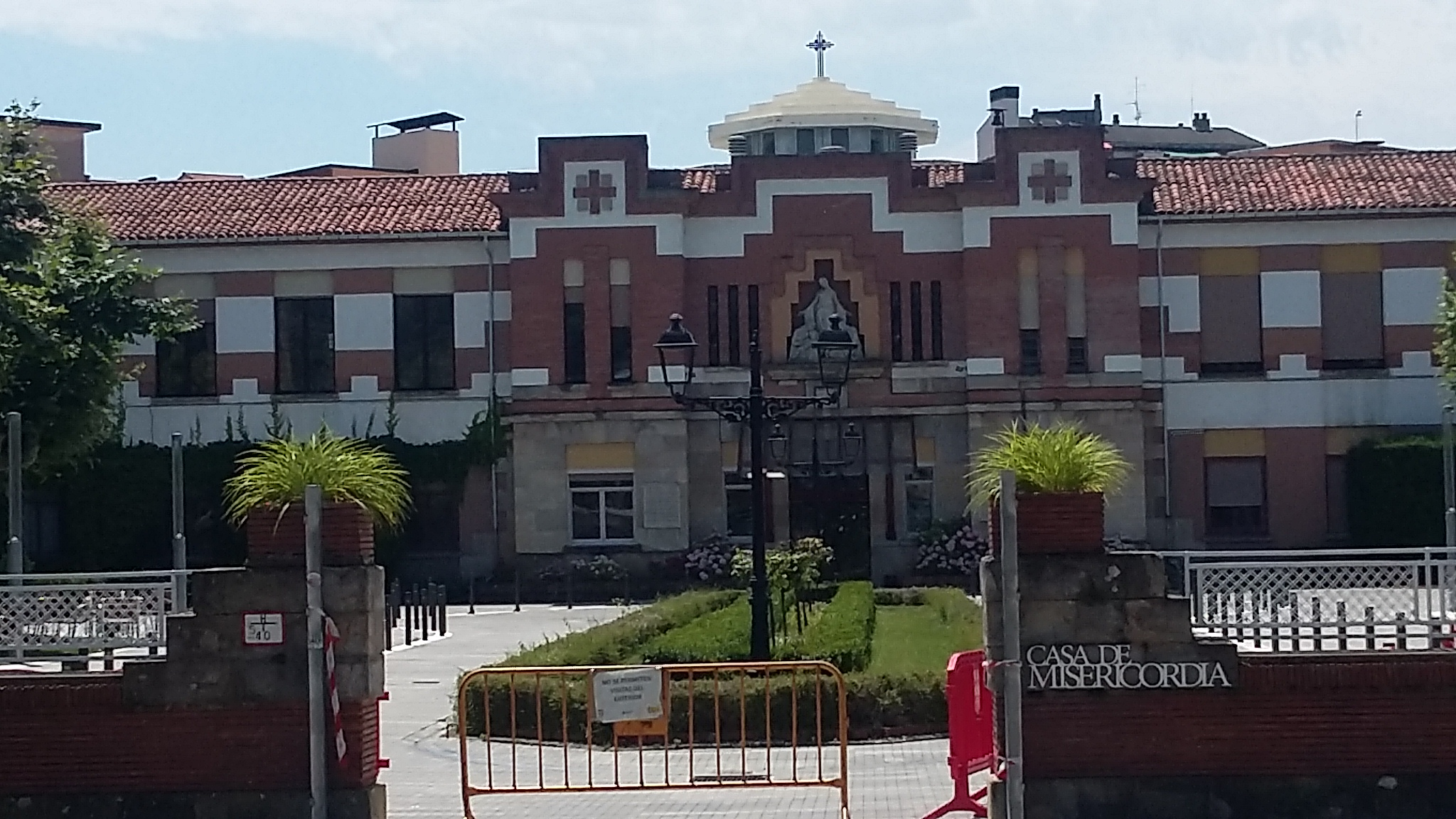
Fachada principal de la Casa de Misericordia

## Historia

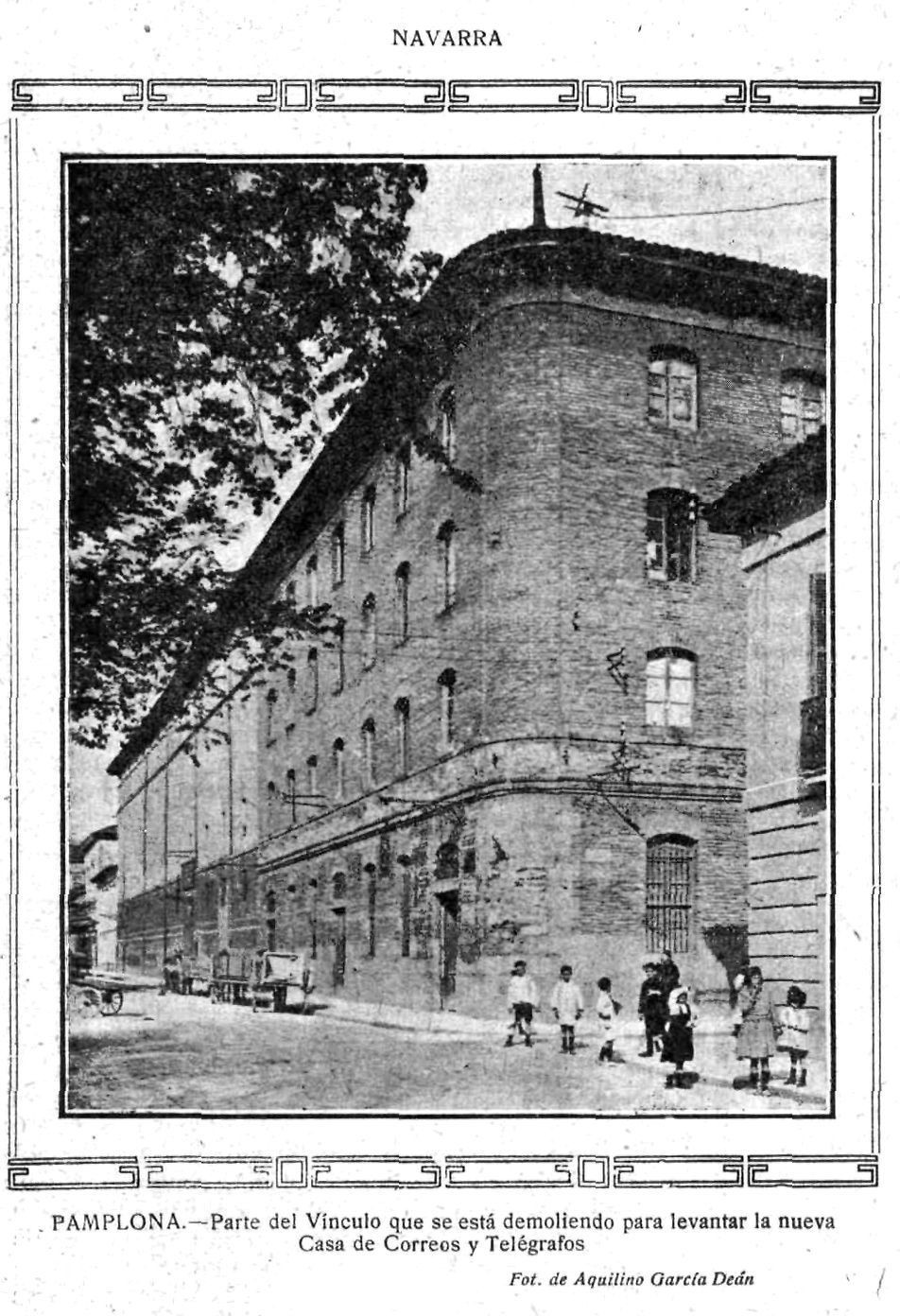
Foto de Aquilino García Deán (1918) - Edificio de El Vínculo de Pamplona, en primer término, y y al fondo, la Casa de Misericordia de Pamplona, en el Paseo Sarasate.

La Casa de Misericordia fue fundada por el Ayuntamiento de Pamplona, bajo la advocación de Nuestra Señora de la Misericordia, con el fin de recoger “a los mendigos y pordioseros que, vagabundeando de puerta en puerta, no viven cristianamente, la mayor parte de ellos por desconocer la doctrina cristiana y los artículos de nuestra santa fe".  
El primer edificio en que se estableció la Casa de Misericordia fue inaugurado el 15 de agosto de 1706 y estaba situado en el actual Paseo de Sarsate, en aquel momento fuera del casco histórico, aunque dentro del recinto amurallado de la ciudad.
La actividad de beneficencia se sostuvo mediante donativos de los vecinos y algunas ayudas del Ayuntamiento quien, por ejemplo, en 1777 le cedió la explotación del Juego de Pelota de propiedad municipal. Entre las donaciones de los vecinos queda el recuerdo del legado que hizo a su favor Joaquín Jarauta Arizaleta, abogado, magistrado de justicia y alcalde de la ciudad en 1881, quien a su muerte —viudo y sin hijos— legó su fortuna —valorada en 121.651 pesetas— a la institución. El ayuntamiento en agradecimiento dio su nombre a la antigua calle de Pellejerías, en el burgo de San Cernin.
La situación económcia de la Casa de Misericordia mejoró considerablemente cuando en 1921 el Ayuntamiento le cedió la organización de las corridas de toros y los terrenos donde la propia Casa construyó la plaza de toros, que financió emitiendo unas obligaciones. En 1922 quedó construida la  plaza de toros. La importancia de las fiestas de San Fermín, en las que las corridas de toros son el principal atractivo, le proporciona a la Casa de Misericorida unos ingresos regulares. 
El 9 de septiembre de 1924 se produjo un incendio en la sede del Paseo de Sarasate, que aconsejó la construcción de una nueva sede. La Diputación donó para ello unos extensos terrenos cercanos a la Ciudadela, en la zona denominada Cruz Negra. Se levantó la nueva sede en 1932 y el resto del terreno donado se utilizó durante años para instalar durante las fiestas de San Fermín las barracas de feria y tiovivos, un uso que proprocionaba también unos ingresos anuales a la entidad benéfica; ese uso se continuó hasta la construcción en esos terrenos de la nueva estación de autobuses. 
Hasta 1982 la Casa de Misericordia mantuvo su atención a niños y ancianos; desde ese año, redujo y concentró su actividad a la atención y residencia de los ancianos.

## Instalaciones
El edificio principal actual de la Casa de Misericordia, calle Vuelta del Castillo, fue inaugurado el 17 de enero de 1932, y proyectado por Víctor Eusa. Se sitúa en una parcela de 32.686 m², dejando unos amplios jardines alrededor. La complejidad del uso, destinado cuando se construyó, a albergar y atender a niños y ancianos, exigía una distribución compleja que el arquitecti supo ordenar apoyándola en un eje de simetrñia por el que se da entrada al complejo edificatorio por un gran vestíbulo desde el que se accede a la capilla, "el espacio más relevante por sus dimensiones, es de forma hexagonal, su iluminacion cenital y su diseño. Se nota la influencia de la secesión vienesa, especialmenente en el retablo  de Javier Ciga según diseño de Eusa, que recuerda la iglesia de San Leopoldo, de Otto Wagner" Sobre el eje de simetría se articula un conjunto de patios y bloques, que dispuestos a 45° del eje le dan aal conjunto un dinamismo que recuerda la arquitectura de Frank Lloyd Wright.
El edificio original ha sido modificado en algunas de sus alas, pero conserva lo esencial de la imagen original. Se ha ampliado también con otros nuevos cuerpos de edificio, pero se ha sabido hacer sin pretender un mimetismo con el original, utilizando unas formas arquitectónicas sencillas y sobrias, sin perfjuicio de su calidad.

## Fundación y gobierno
La Casa de Misericordia de Pamplona fue fundada, como ya se ha explicado, en 1706 con el fin de atender prioritariamene a las personas con necesidades socioeconómicas, nacidas en Pamplona o empadronadas en la ciudad. Actualmente su gobierno corresponde a una Junta de Gobierno, presidida por el alcalde de la ciudad, con participación de cuatro concejales y el resto lo componen profesionales de la ciudad que voluntariamente colaboran con la institución, se incluyen así abogados, notarios, económistas, ingenieros, arquitectos.
En su financiación, además de donativos, cuenta con los ingresos procedentes de la actual plaza de toros de la ciudad, de la que es propietaria desde su inicio por cesión a perpetuidad, y de cuya gestión se encarga. El coso fue inaugurado el 7 de julio de 1922 y venía a sustituir el viejo ruedo, herrumbroso ya y que terminó consumida por las llamas el 10 de agosto de 1921. Ya se había previsto, antes del incendio, la nueva. Además la vieja suponía ya un obstáculo en la recién iniciada expansión de la ciudad con los inicios de las obras en el segundo ensanche el 29 de noviembre de 1920.

## Función social
En un principio la Meca atendía tanto a mayores como a niños, que eran escolarizados por la institución, completando su formación con una preparación profesionales en talleres. Desde 1980, la Casa de Misericordia se dedica exclusivamente al cuidado de personas mayores. En 2019 alojaba a 537 residentes, 336 mujeres y 201 hombres, la edad media de su ingresos son 82,8 años. Los residentes reciben una atención personalizada, elaborándose para cada uno un plan de atención que es revisado periódicamente.
La atención de los residentes incluye su asistencia médica, psicológica, terapia ocupacional y rehabilitación. Se desarrollan también actividades socioculturales especialmente dirigidas a los residentes: cursos de pintura, gimnasia, yoga, conciertos, exposiciones, visitas a museos, conferencias sobre temas de actualidad, etc.; no faltan tampoco los talleres en los que se realizan labores con fines solidarios.

## Galería de imágenes

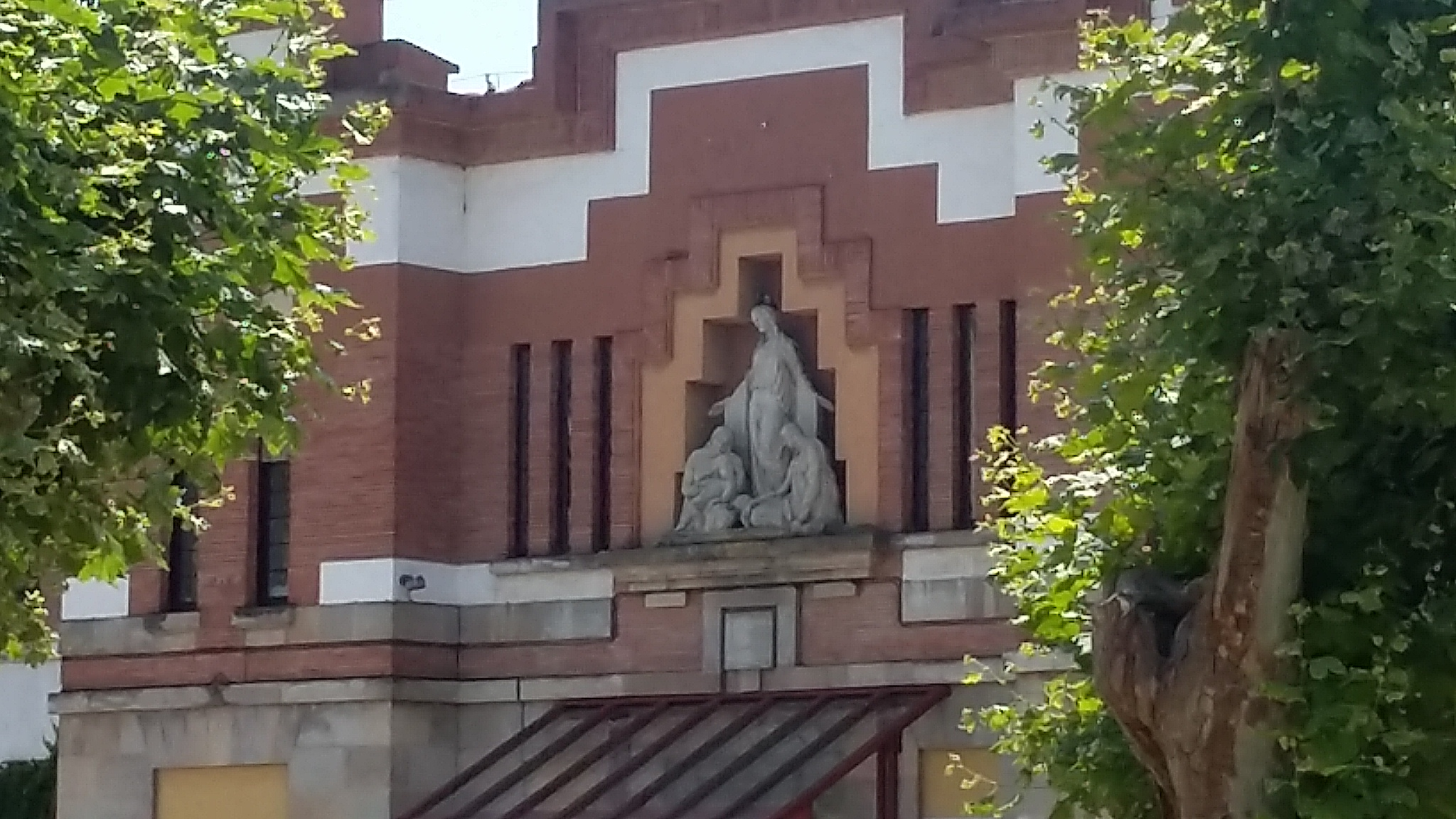
Nª Sra. de la Misericordia, sobre la puerta principal, obra de Ramón Arcaya
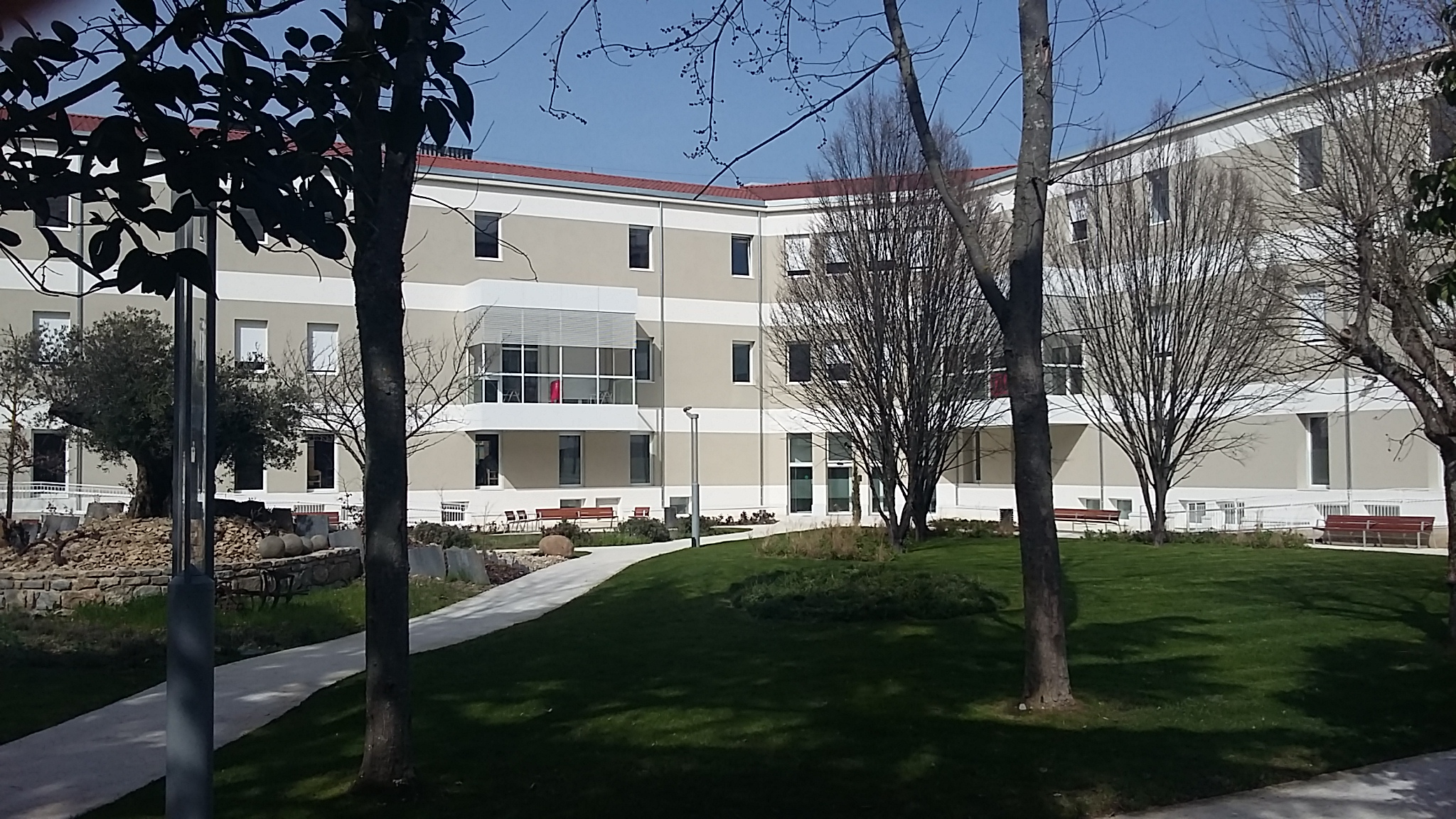
Jardín posterior de la Casa de Misericordia
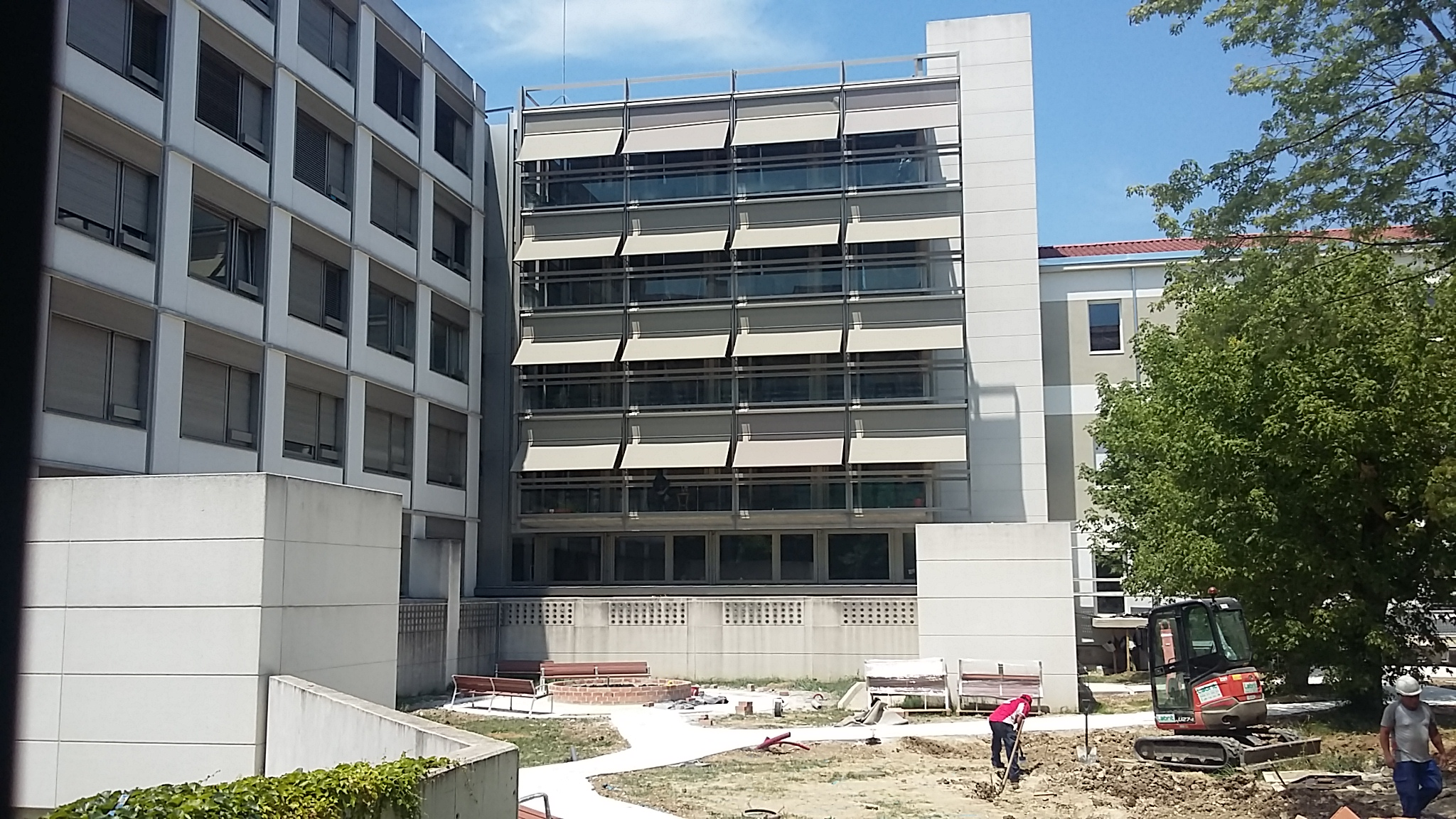
Ampliación de las instalaciones(1920)
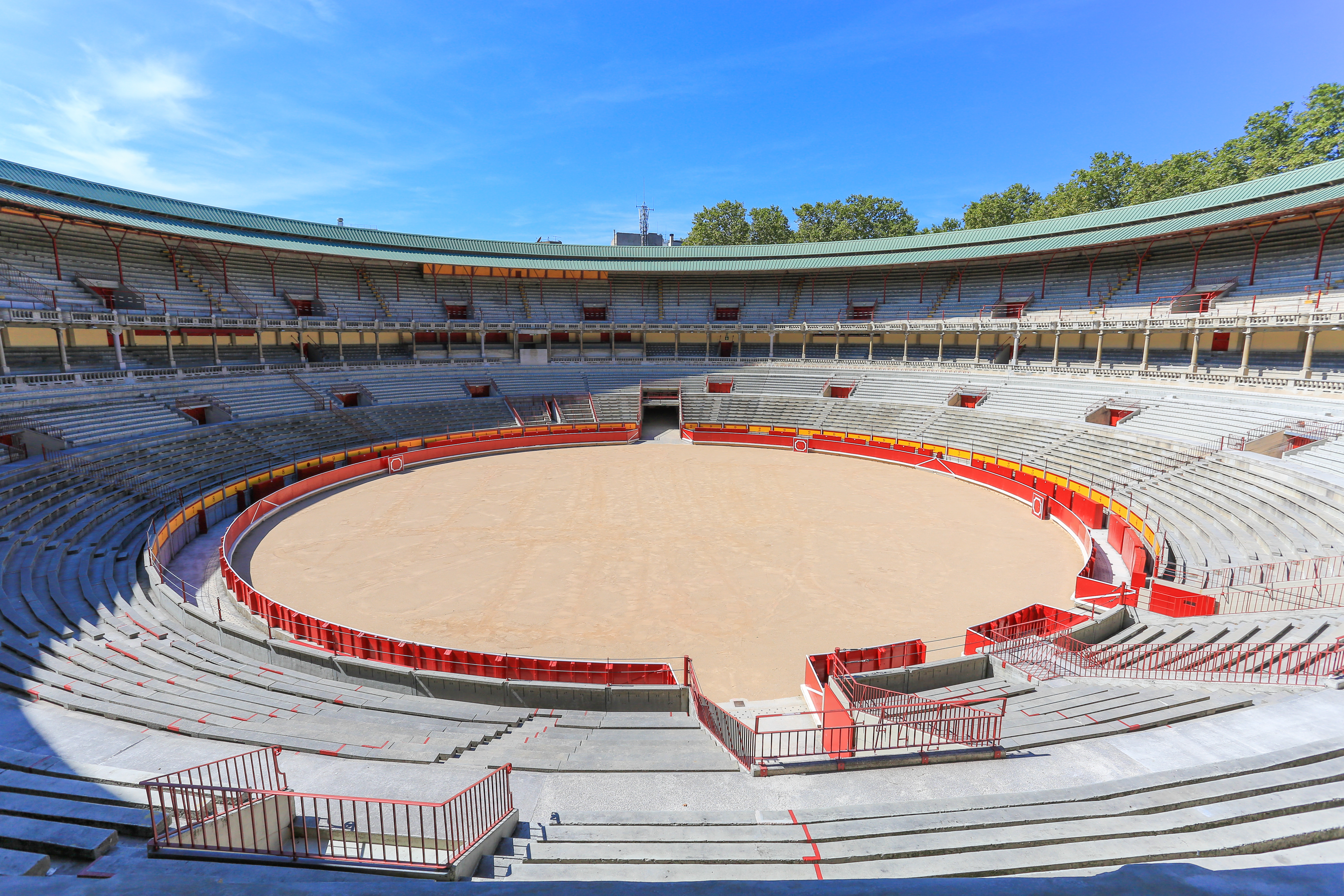
Plaza de toros, propiedad de la Casa de Misericordia